# Fudong (köpinghuvudort i Kina, Jilin Sheng, lat 42,57, long 129,15)
Fudong är en köpinghuvudort i Kina. Den ligger i provinsen Jilin, i den nordöstra delen av landet, omkring 350 kilometer sydost om provinshuvudstaden Changchun. Antalet invånare är 10 813. Befolkningen består av 5 071 kvinnor och 5 742 män. Barn under 15 år utgör 6,0 %, vuxna 15-64 år 82 %, och äldre över 65 år 11,0 %.
Runt Fudong är det ganska glesbefolkat, med 34 invånare per kvadratkilometer. Närmaste större samhälle är Helong, 12,9 km väster om Fudong. Trakten runt Fudong består till största delen av jordbruksmark.
Genomsnittlig årsnederbörd är 952 millimeter. Den regnigaste månaden är juli, med i genomsnitt 235 mm nederbörd, och den torraste är januari, med 7 mm nederbörd.